# Zungenpiercing
Ein Zungenpiercing ist eine Form der Körpergestaltung, bei der ein Schmuckstück in einen durch die Zunge hindurchgestochenen Kanal eingesetzt wird. Gewöhnlich handelt es sich dabei um ein vertikal in der Mitte der Zunge platziertes Piercing mit einem Stab mit Kugeln, einem sogenannten Barbell.

## Geschichte

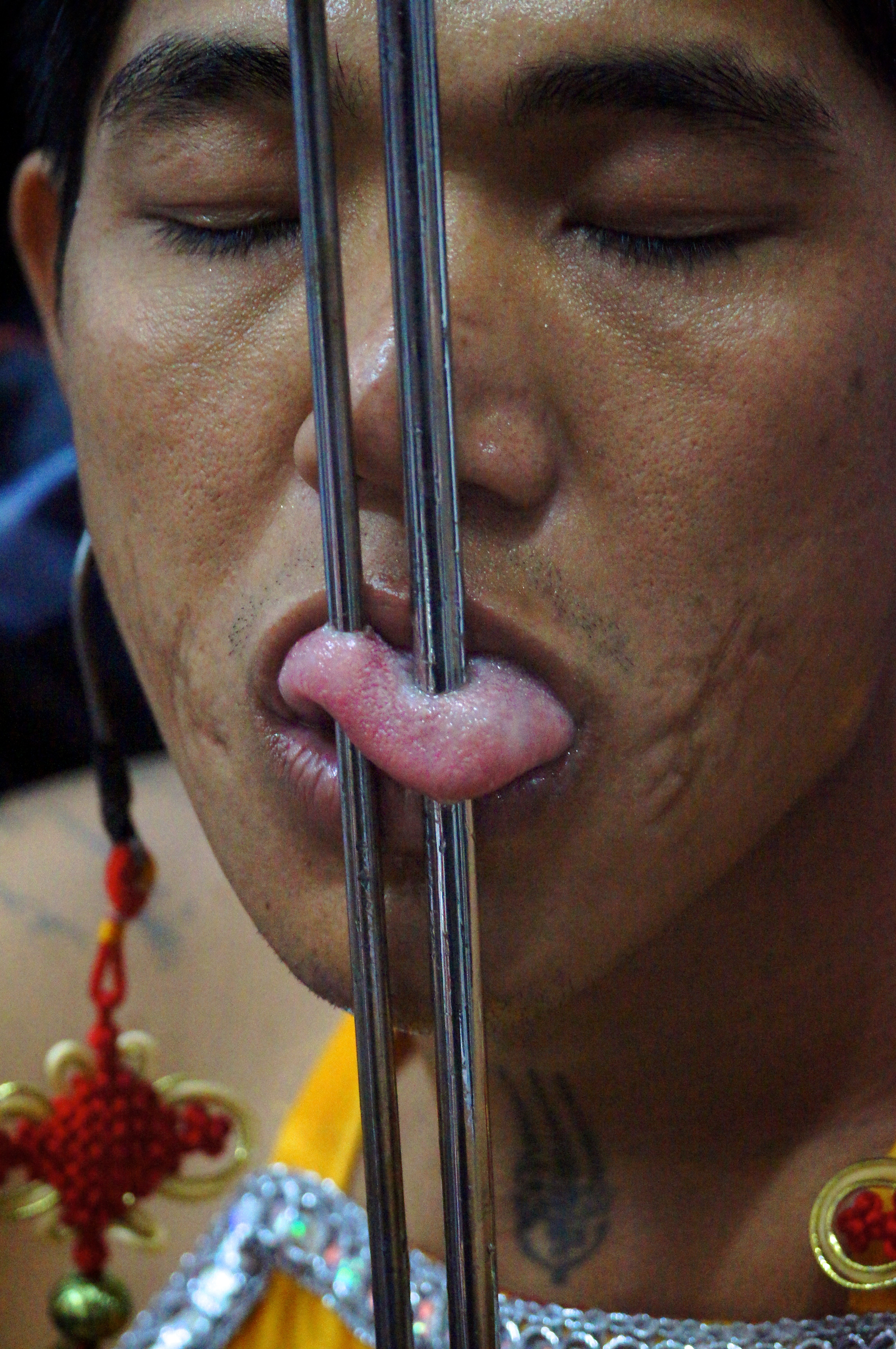
Durchstochene Zunge auf dem Fest der neun Kaisergötter

Das Durchstechen der Zunge ohne das dauerhafte Tragen von Schmuck ist in mehreren Kulturen als religiöses Ritual bekannt. Laut Berichten spanischer Eroberer aus dem 16. Jahrhundert sowie überlieferten Steinreliefs wurden in Mittelamerika neben den Ohren, Wangen und Genitalien auch die Zunge als Opfergabe und zur innerlichen Reinigung durchstochen.
In der thailändischen Stadt Phuket findet seit 1825 jährlich das Fest der neun Kaisergötter statt, bei dem sich die Teilnehmer im Rahmen einer Götterbeschwörung in Trancezustände versetzen und während einer Prozession Schwerter, Äste, Eisenstangen oder Alltagsgegenstände mit teilweise erheblichem Durchmessern durch die Zunge oder andere Körperstellen stechen.
Eine ähnliche Tradition wird jährlich in Malaysia im Januar/Februar auf dem Thaipusam-Fest zelebriert.
Das erste dokumentierte, als Modeschmuck gestochene Zungenpiercing wurde laut Body Modification E-Zine 1978 von dem deutschen Tätowierer Horst Streckenbach per zehn Gauge dickem Dermal Punch gestochen.
Während der 1990er Jahre etablierte sich das schmückende Zungenpiercing im westlichen Kulturkreis. Dabei wird der Piercerin und Body-Modification-Akteurin Elayne Angel eine einflussreiche Rolle zugeschrieben. Später sollen innerhalb der Technoszene Keith Flint, Sänger und Tänzer der Band The Prodigy, und in der Popkultur die Sängerin Melanie B der Band Spice Girls zur Popularisierung beigetragen haben.

## Stechen

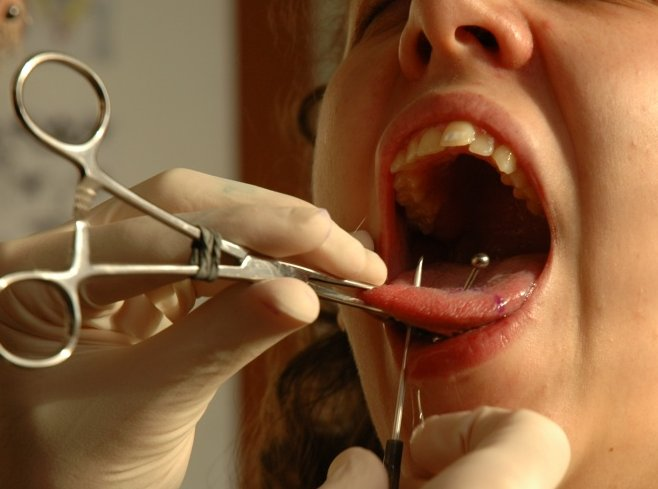
Stechen eines Zungenpiercings

Ein Zungenpiercing wird üblicherweise im Sitzen durchgeführt, um dem Piercer den Einsatz zu erleichtern, aber auch um Kreislaufproblemen entgegenzuwirken. Wie auch bei anderen Piercings werden zunächst die Ein- und Ausstichstelle markiert, mit einer Klemmzange fixiert und einem peripheren Venenkatheter durchstochen (siehe Stechen eines Piercings).
Der Piercer muss beim Stechen darauf achten, nicht das Zungenbändchen zu verletzen, mit dem die Zunge am Unterkiefer verwachsen ist. Auch muss darauf geachtet werden, dass die Position des Piercings nicht dazu führen kann, die Zähne zu beschädigen. Während ein Piercing in der Mitte der Zunge zwischen den beiden Zungenmuskeln verläuft, wird ein Piercing außerhalb der Mitte direkt durch einen der Muskeln gestochen und sollte daher nur von erfahrenen Piercern durchgeführt werden.
In den darauffolgenden drei bis acht Tagen kann es jedoch zu einem starken Anschwellen der Zunge kommen, daher sollte beim Stechen ein Barbell mit Überlänge eingesetzt werden. Richtig gestochen ist das Piercing selbst nicht so schmerzhaft wie oft angenommen.

## Heilung und Pflege
Nachdem die Schwellung des frisch gestochenen Piercings abgeklungen ist, sollte dieser durch einen kürzeren Stift ausgetauscht werden, um den Tragekomfort zu erhöhen und das Risiko von Zahnbeschädigungen zu minimieren.
Die Abheilung eines Zungenpiercings erfolgt für gewöhnlich innerhalb von drei bis sechs Wochen. Auf Alkohol und Nikotin sollte während dieser Zeit verzichtet werden. Die Nahrungsaufnahme ist während der ersten Tage oft schmerzhaft. Daher ist es empfehlenswert, auf flüssige bzw. breiige Nahrung umzusteigen und kleinere Portionen zu sich zu nehmen. Nach dem Essen sollte der Mund ausgespült werden. Viel Flüssigkeit, besonders vor dem Schlafengehen, kann eine Schwellung minimieren. Das Piercing sollte, wenn überhaupt, nur mit gewaschenen Händen angefasst werden. Oralen Kontakt mit Körperflüssigkeiten gilt es während der Heilungsphase zu vermeiden. Zu viel Pflege und Reinigung kann das Piercing reizen und die Heilungsdauer verlängern.
Für die ersten 10 bis 14 Tage wird geraten, auf Milchprodukte, Alkohol und Nikotin, sowie den Verzehr von Fruchtsäften oder säurehaltigen Früchten zu verzichten. Des Weiteren sollten die Speisen und Getränke nicht zu heiß, kalt oder scharf sein, um Überreizungen zu vermeiden. Gegen die Schwellung, die sich in der Regel nach etwa drei Tagen zurückbildet, helfen Eiswürfel, besonders aus Salbei- oder Kamillentee. Auch auf Oralverkehr sollte verzichtet werden. Hilfreich sind Spülungen mit Polyhexanid oder Phenoxyethanol (niemals Betaisodona, da dies eine Jodlösung ist) oder Kamillenblüten.

## Variationen

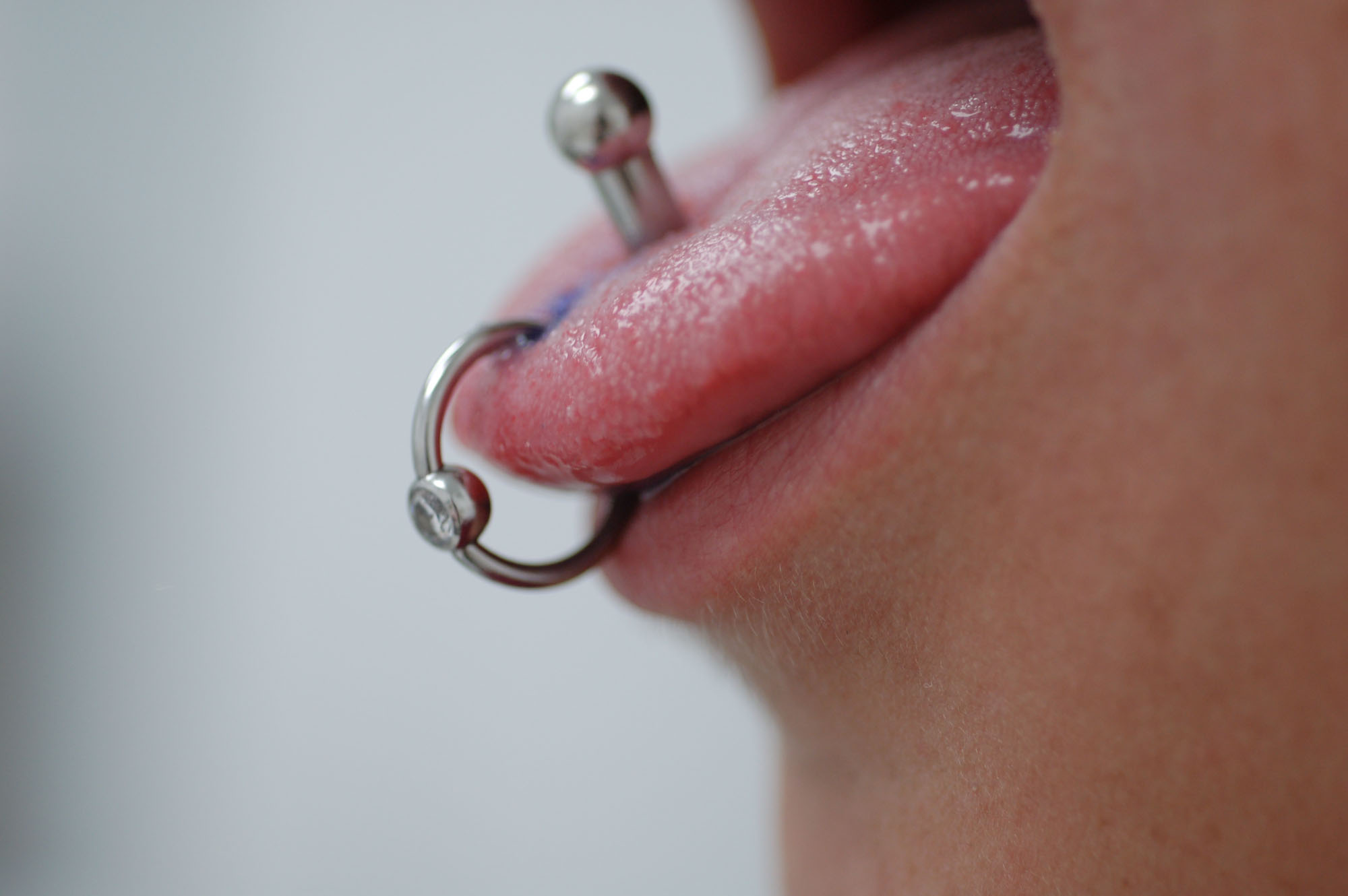
Gedehntes und neu gestochenes Zungenpiercing mit verschiedenen Schmuckvarianten

In den allermeisten Fällen handelt es sich bei einem Zungenpiercing um einen in der Mitte der Zunge vertikal platzierten Stecker.
Es ist oftmals möglich, mehrere Zungenpiercings hinter- oder nebeneinander zu tragen.
Möglich ist jedoch auch das Piercen an den Seiten, in der Zungenspitze oder horizontal durch die Zunge, sowie als Oberflächenpiercing mit Ein- und Ausstichstelle auf der Zungenoberfläche. Ein Piercing in der Zungenspitze wird englisch auch Tongue-Rim-Piercing oder Edge-of-tongue-Piercing genannt, und meist mit Ball Closure Rings getragen. Bei diesen Sonder-Varianten wird häufig der Einsatz von flexibelem Schmuck wie beispielsweise aus Polytetrafluorethylen (PTFE) empfohlen, um die Bewegungsfreiheit der Zunge möglichst wenig zu beeinträchtigen. Bei diesen kann es neben einem erhöhten Risiko von Zahnschäden und zu Sprechstörungen und Problemen bei der Nahrungsaufnahme kommen. Die Prozedur wird als besonders schmerzhaft und der Heilungsprozess als langwierig beschrieben.
Mehrere symmetrisch angeordnete Piercings in der Zunge werden als Venom-Piercings bezeichnet, wie auch mehrere zueinander symmetrische Labret-Piercings Venom genannt werden.
Das Zungenbändchenpiercing wird horizontal durch das unterhalb der Zunge verlaufende Frenulum gestochen.
Wie andere Piercings auch, kann das Zungenpiercing auf einen größeren Durchmesser gedehnt werden. Der massivere Schmuck kann jedoch verstärkt Zahnschäden verursachen. Daher existieren sogenannte „Smartie Beads“ die nicht mit einer entsprechend großen Kugel, sondern einem speziell abgeflachten Teilstück verschraubt werden können.

## Risiken

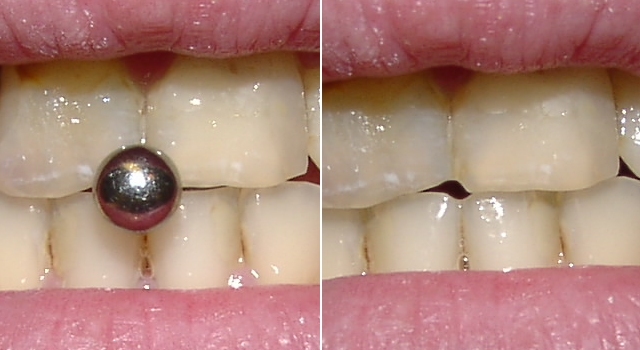
Piercingschaden am rechten oberen mittleren Frontzahn 11 (im Bild links)

Viele größere Blutgefäße in der Zunge machen dieses Piercing recht kompliziert, weshalb ausdrücklich darauf hingewiesen wird, es nur von erfahrenen Piercern durchführen zu lassen.
Wie bei allen Piercings besteht eine Gefahr durch Infektionen, die unter Umständen einen schweren Verlauf nehmen und bis zu Erstickungsanfällen führen können. Unmittelbar nach der Durchführung des Piercings treten regelmäßig Schmerzen, Schwellungen, Ödeme, Infektionen, erhöhter Speichelfluss sowie Zahnfleischverletzungen auf. Blutungen treten ebenfalls meist auf, sind aber in der Regel nicht bedrohlich. Unter einer medikamentösen Gerinnungshemmung darf kein Piercing erfolgen.

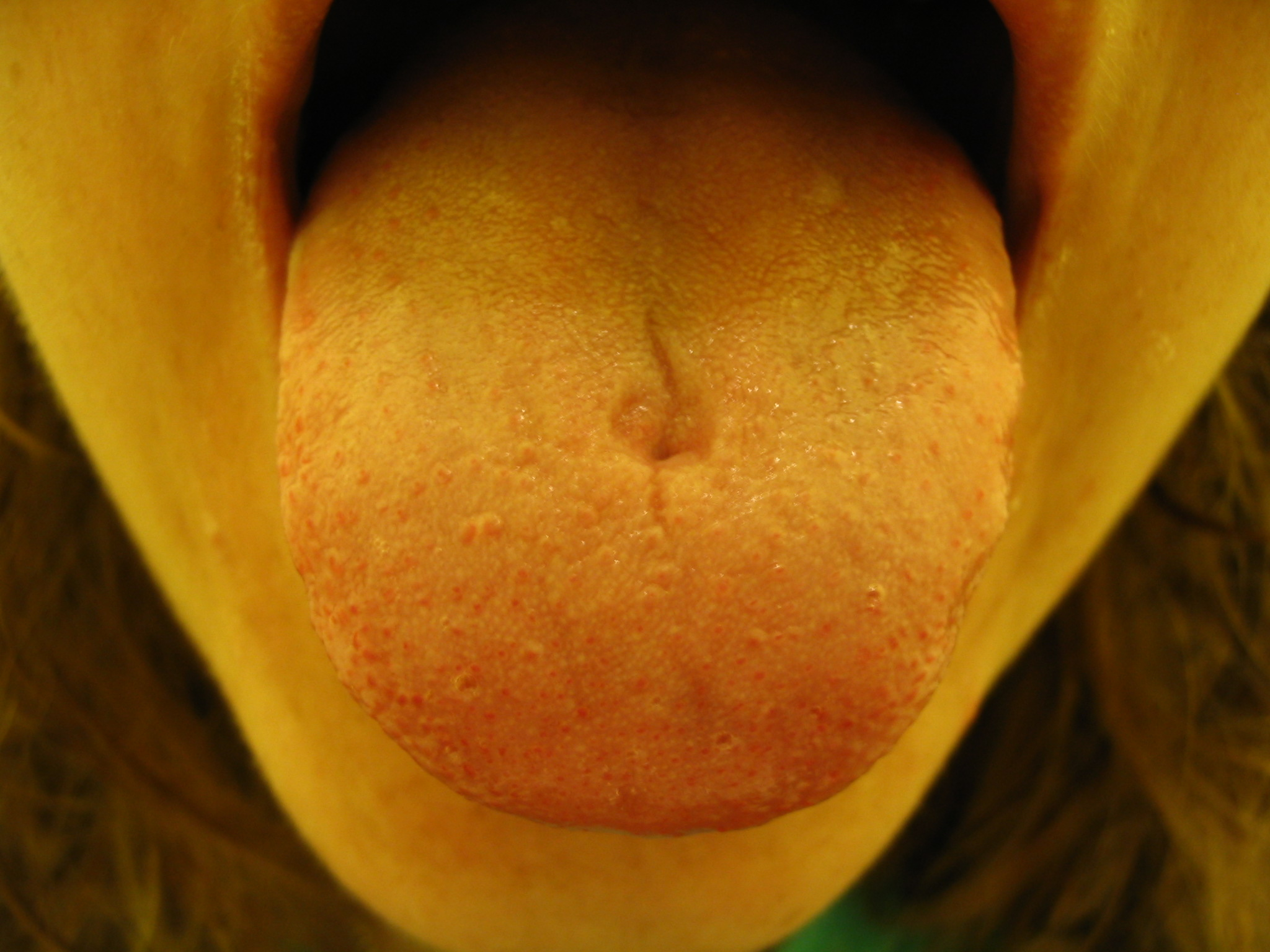
Druckstelle auf der Oberseite der Zunge

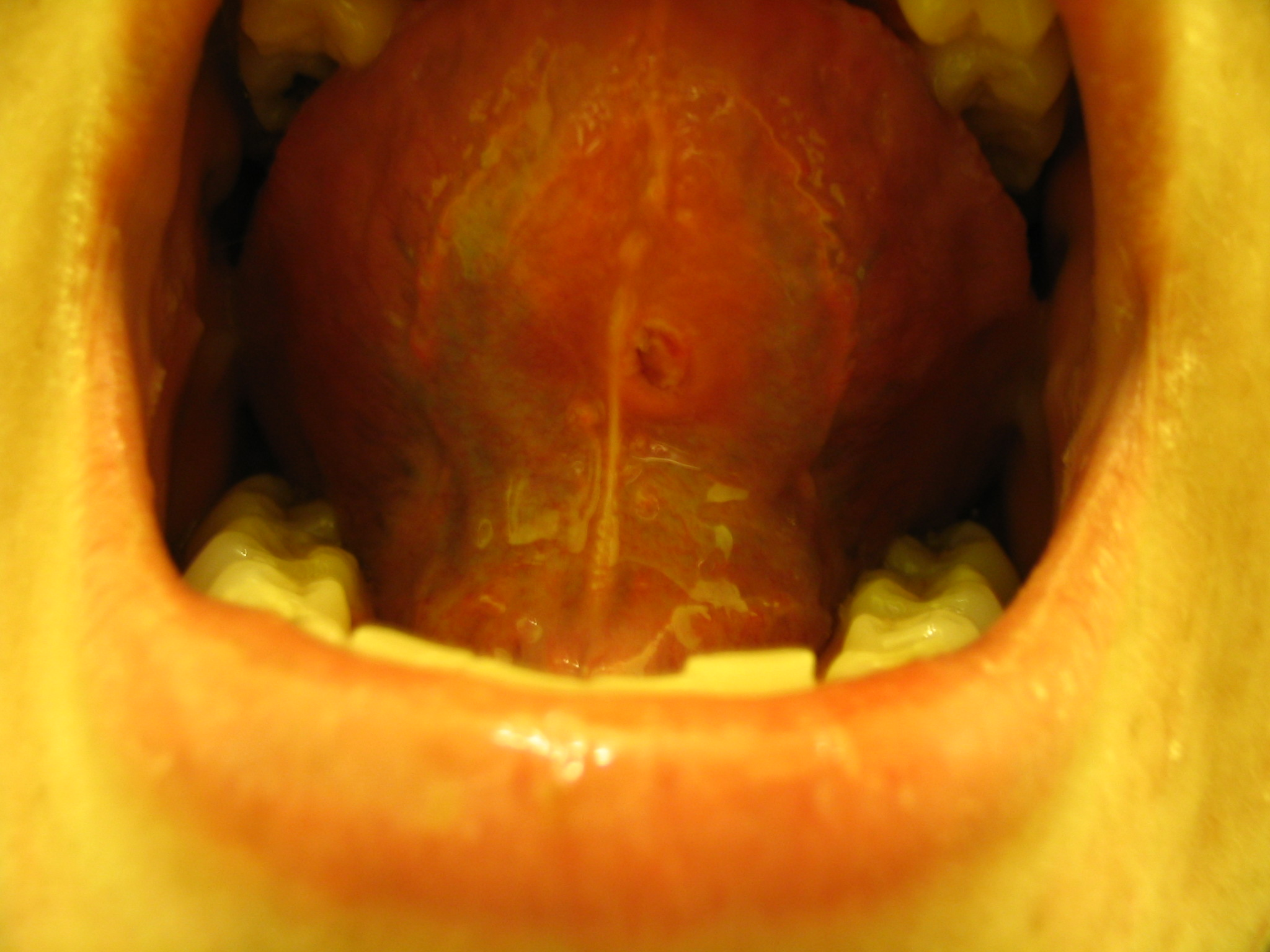
Stichkanal auf der Unterseite

Das Sprechen kann durch die Schwellung beeinträchtigt werden. Nach der Heilung normalisiert sich dies gewöhnlich wieder, der Schmuck kann allerdings weiterhin zur Beeinträchtigung der Zungenbewegung und des Sprechens führen. Auch kann eine Beschädigung der Zähne auftreten, was zu den häufigsten Komplikationen bei Zungenpiercings zählt, insbesondere wenn der Träger eine Gewohnheit zum Spielen mit dem Piercing ausbildet.
Beim „Nuckeln“ bzw. Festhalten mit den (Vorder-)Zähnen des Piercings, wie im Bild dargestellt, kann es im Laufe weniger Monate zu scheunentorähnlichen Verschiebungen der (meistens vorderen) Zähne kommen.
Ein Klappern des Zungenpiercings an den Zähnen ist möglichst zu vermeiden, da der Zahnschmelz stark darunter leiden kann.
Die Zahnschäden können jedoch durch das Benutzen von Plastikkugeln reduziert werden. Diese Kugeln sind weicher als der Zahnschmelz, wodurch es kaum zur Beschädigung der Zähne kommt, selbst wenn man mit seinem Piercing spielt. Plastikkugeln kann man zwar leichter zerbeißen, jedoch ist der Neukauf einer Plastikkugel preiswerter als die Reparatur der Zähne. Grundsätzlich kann das Risiko von Zahnbeschädigungen durch die richtige Position des Stichkanals, so wie die richtige Länge des Schmucks minimiert werden. Bei zu kurzem Schmuck kann das Piercing jedoch bei einer Schwellung der Zunge zu Problemen führen.
Es kann in seltenen Fällen dazu kommen, dass die Geschmacksnerven beschädigt werden. Dabei kann es im Extremfall zum Verlust einer Geschmacksrichtung kommen, öfter wird jedoch die Intensität einer Geschmacksrichtung vermindert. Dennoch ist die Gefahr eines kompletten Geschmacksverlustes gering, da die allermeisten Zungenpiercings in der Mitte gestochen werden, wo nur sehr wenige bis keine Geschmacksnerven sind. Schäden sind aber nicht völlig auszuschließen.
In einem bekannten Fall führte das Zungenpiercing eines 22 Jahre alten Mannes aus Israel zum Tod, da Bakterien über die Blutlaufbahn ins Gehirn gelangt waren und sich daraufhin 13 eitrige Gehirn-Abszesse bildeten.
Nach dem Entfernen des Schmucks aus dem verheilten Stichkanal bleibt in der Regel auf der Oberseite der Zunge die Druckstelle, an der die Kugel des Barbells auflag, sowie auf der Unterseite oft ein leicht ausgewölbter Stichkanal sichtbar. Bei gedehnten Piercings kann das Sprechen bei einem zu großen Stichkanal auf Grund der Luftzirkulation massiv beeinträchtigt werden.

## Verwendung in Medizin und Forschung
Am Georgia Institute of Technology haben Ingenieure eine an einem Zungenpiercing oder Implantat befestigte Fernsteuerung für Rollstuhlfahrer, das sogenannte Tongue Drive System entwickelt, da die Zunge bei Menschen mit Querschnittlähmung häufig der einzig bewegliche Muskel sei. Dabei wird von einem Headset, der zukünftig durch eine Zahnspange ersetzt werden soll, die Position der Zunge beziehungsweise des Zungenpiercings anhand der Veränderung des magnetischen Feldes erfasst und an den Rollstuhl oder einen Computer übermittelt, der je nach Piercingposition unterschiedliche Befehle ausführt.

## Adaption in der Kunst
Am Wiener Graben wurde für den Zeitraum von Juni bis November 2020 eine Skulptur der deutsche Künstlerin Alexandra Bircken mit dem Titel Slip of the Tongue aufgestellt. Der über zwei Meter hohe rot lackierte Aluminium-Guss im Pop-Art-Stil stellt eine gepiercte Zunge dar.